# Kalix skärgård

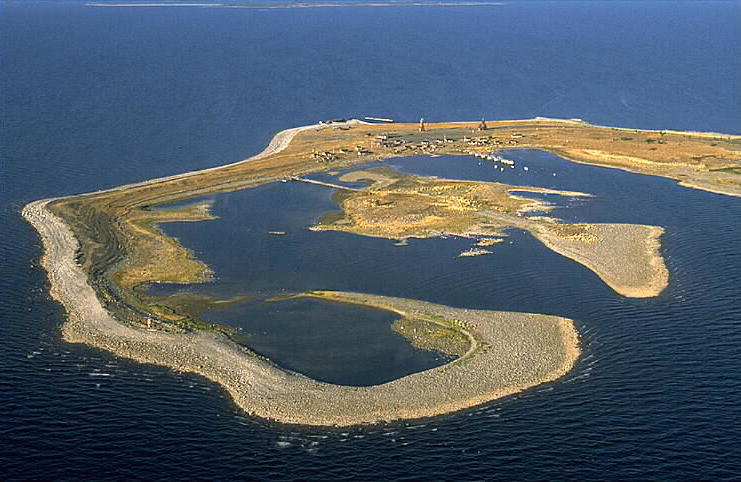
Malören

Kalix skärgård är en skärgård i Bottenviken i Kalix kommun bestående av 792 öar. Skärgården är bitvis grund. Malören är den mest bekanta ön.
Inlandsisens rörelse kan urskiljas i öarnas formationer genom att de är djupa på ena sidan och långgrunda på andra sidan. Området har en varierande natur och flera stugor i den inre delen av skärgården.
Kalix skärgård var en av inspelningsplatserna för Robinson 2021.
Ett urval av öar i Kalix skärgård:
- Malören
- Rånön
- Likskär
- Kalix